# 能村研三
能村 研三（のむら けんぞう、1949年12月17日 - ）は、日本の俳人。千葉県市川市八幡出身・在住。代表句に「青林檎置いて卓布の騎士隠る」（『騎士』所収）など。公益社団法人俳人協会理事長、俳句ユネスコ無形文化遺産登録推進協議会会長、国際俳句協会副会長（文化財担当）、千葉俳句作家協会会長、朝日新聞千葉版俳壇選者、読売新聞千葉県版俳壇選者、北國新聞俳壇選者などを務める。

## 経歴
能村登四郎の三男として市川市に生まれる（兄二人は研三の出生以前に死没）。東洋大学を卒業後、市川市役所に勤務。
1971年、父の登四郎の主宰する「沖」に入会。福永耕二から手ほどきを受け、能村登四郎、林翔に師事。1976年、「沖」同人。1993年、『鷹の木』により第16回俳人協会新人賞を受賞。2001年、登四郎の死後、「沖」主宰を継承。2016年、随筆集『飛鷹抄』により日本詩歌句随筆評論大賞を受賞。2022年、句集『神鵜』により第9回俳句四季特別賞を受賞。

## 句集
- 『騎士』 鳰書房、1983年
- 『海神』 牧羊社、1985年
- 『鷹の木』 富士見書房、1992年
- 『磁気』 角川書店、1997年
- 『滑翔』 ふらんす堂、2004年
- 『肩の稜線』 本阿弥書店、2010年
- 『催花の雷』 KADOKAWA、2015年
- 『神鵜』俳句四季出版、2021年